# Jerzy Jartym
Jerzy Jartym (ur. 8 kwietnia 1950 w Jarosławiu, zm. 21 kwietnia 2017 w Jarosławiu) – polski artysta fotograf. Członek rzeczywisty i Artysta Fotoklubu Rzeczypospolitej Polskiej (AFRP). Członek założyciel Klubu Fotograficznego ATEST 70.

## Życiorys
Jerzy Jartym mieszkał i pracował w Jarosławiu, fotografował wyłącznie aparatami do fotografii tradycyjnej. Szczególne miejsce w jego twórczości zajmowała klasyczna fotografia portretowa, częstokroć barwiona Ecolinami. W 1970 roku był jednym ze współzałożycieli jarosławskiego Klubu Fotograficznego ATEST 70. Był członkiem jury w ogólnopolskich konkursach fotograficznych. Był członkiem sympatykiem Fotoklubu Zamek w Szczecinie.  
Jerzy Jartym jest autorem i współautorem wielu wystaw fotograficznych; indywidualnych, zbiorowych, poplenerowych, pokonkursowych. W 2009 roku obchodził 40-lecie pracy twórczej, został wówczas uhonorowany Złotym Medalem „Za Fotograficzną Twórczość”, nadanym przez Kapitułę Fotoklubu Rzeczypospolitej Polskiej.  
Jerzy Jartym został przyjęty w poczet członków Fotoklubu Rzeczypospolitej Polskiej Stowarzyszenia Twórców. Decyzją Komisji Kwalifikacji Zawodowych Fotoklubu RP, otrzymał dyplom potwierdzający kwalifikacje do wykonywania zawodu artysty fotografa, fotografika (legitymacja nr 217). 

## Odznaczenia
- Złoty Medal „Za Fotograficzną Twórczość” (2009)[5][16][17]
- Odznaka honorowa „Zasłużony dla Kultury Polskiej” (2010)[3][4]